# Finlands advokatförbund
Finlands advokatförbund (finska: Suomen asianajajaliitto) är advokatsamfundet för Finland, som organiserar och reglerar de som utövar advokatyrket i Finland. Advokatförbundet grundades år 1919 i Åbo och fick år 1959 en laglig rätt att reglera verksamheten för advokater i Finland. Förbundets huvudkontor är beläget i Helsingfors.
Till Finlands advokatförbund hörde år 2023 cirka 2 200 advokater. Endast en medlem i Advokatförbundet får använda titeln advokat.
Styrelsen för advokatförbundet väljs med tre års förordnande och omfattar en ordförande och en viceordförande samt åtta styrelseledamöter. De åtta ledamöterna skall utgöras av advokater från olika delar av Finland, samt de olika språkgrupperna. För perioden 2016-2020 var styrelseordföranden EM Jarkko Ruohol (advokat, vicehäradshövding) och viceordförande Hanna Räihä-Mäntyharju (advokat, vicehäradshövding). För perioden 2020-2024 är styrelseordföranden Hanna Räihä-Mäntyharju och viceordföranden Eero-Pekka Uotila.

## Historik
I Sverige, som Finland då var en del av, organiserades yrkesmässig advokatverksamhet redan på 1600-talet och yrket betecknades tidigare sakförare. Rättegångsbalken, som fortsatte att vara gällande lag i Finland efter 1809, ställde dock inga särskilda krav på advokater eller sakförares utbildning, utan enbart deras vandel. 1898 ändrades Rättegångsbalken så att det krävdes juristutbildning på universitetsnivå för att vara rättegångsombud vid högre rätt. Det var dock först år 1919, efter Finlands självständighet från Ryssland, som Finlands advokatförbund formellt bildades. Titeln advokat är sedan 1958 förbehållen den som avlagt juris kandidatexamen som berättigar till domartjänst och blivit medlem av Finlands advokatförbund.. 1959 blev Finlands advokatförbund ett offentligt-rättsligt samfund. År 2019 firade advokatförbundet sitt 100-årsjubileum, detta under parollen "Advokaten tryggar rättsstaten".